# Port lotniczy Johannesburg
Międzynarodowy Port lotniczy w Johannesburgu (IATA: JNB, ICAO: FAOR) – południowoafrykański port lotniczy usytuowany w Kempton Park w prowincji Gauteng. Służy jako główny port lotniczy dla podróży krajowych i międzynarodowych RPA. Jest jednym z najbardziej ruchliwych lotnisk w Afryce, z możliwością obsłużenia do 28 milionów pasażerów rocznie. Lotnisko jest główną bazą operacyjną dla South African Airways. Lotnisko obsłużyło 21,65 miliona pasażerów w 2019.
Na początku lotnisko było znane jako Jan Smuts International Airport - nazywało się imieniem byłego premiera RPA. Lotnisko zmieniło nazwę na Międzynarodowy Port Lotniczy w Johannesburgu w 1994, kiedy nowo wybrany rząd Afrykańskiego Kongresu Narodowego (ANC), wprowadził politykę która nie pozwalała na nazywanie portów imionami polityków. Później zasada ta została zmieniona i 27 października 2006 lotnisko zostało przemianowane na Międzynarodowy Port Lotniczy O. R. Tambo na cześć Olivera Reginalda Tambo, byłego prezydenta ANC.

## Linie lotnicze i połączenia
| Linia lotnicza          | Kierunek |
| ----------------------- | --- |
| Air Austral             | 1. Reunion |
| Air Botswana            | 1. Francistown 2. Gaborone 3. Kasane 4. Maun |
| Air China               | 1. Pekin 2. Shenzhen |
| Air Côte d'Ivoire       | 1. Abidżan 2. Kinszasa (do 3 maja 2025) 3. Lagos (od 3 maja 2025) |
| Air France              | 1. Paryż-Charles de Gaulle |
| Air Mauritius           | 1. Mauritius |
| Air Peace               | 1. Abudża 2. Lagos |
| Air Seychelles          | 1. Mahé |
| Air Tanzania            | 1. Dar es Salaam |
| Air Zimbabwe            | 1. Bulawayo 2. Harare |
| Airlink                 | 1. Antananarywa 2. Beira 3. Blantyre 4. Bloemfontein 5. Bulawayo 6. Kapsztad 7. Dar es Salaam 8. Durban 9. East London 10. Gaborone 11. George 12. Harare 13. Hoedspruit 14. Kasane 15. Kimberley 16. Kinszasa (od 28 marca 2025) 17. Lilongwe 18. Livingstone 19. Luanda 20. Lubumbashi 21. Lusaka 22. Manzini 23. Maputo 24. Maseru 25. Maun 26. Mbombela 27. Mthatha 28. Nairobi 29. Nampula 30. Ndola 31. Nosy Be 32. Pemba 33. Phalaborwa 34. Pietermaritzburg 35. Polokwane 36. Port Elizabeth 37. Richards Bay 38. Święta Helena 39. Sishen 40. Skukuza 41. Tete 42. Upington 43. Victoria Falls 44. Vilankulo 45. Walvis Bay 46. Windhuk |
| Asky Airlines           | 1. Brazzaville 2. Douala 3. Kinszasa 4. Lagos 5. Libreville 6. Lomé |
| British Airways         | 1. Londyn-Heathrow |
| Cathay Pacific          | 1. Hongkong |
| CemAir                  | 1. Bloemfontein 2. Kapsztad 3. Durban 4. East London 5. George 6. Harare 7. Hoedspruit 8. Kasane 9. Kimberley 10. Luanda 11. Lusaka 12. Maputo 13. Margate 14. Maun 15. Plettenberg Bay 16. Port Elizabeth 17. Sishen 18. Victoria Falls |
| Condor                  | 1. Frankfurt |
| Delta Air Lines         | 1. Atlanta |
| EgyptAir                | 1. Kair |
| Emirates                | 1. Dubaj |
| Eswatini Air            | 1. Manzini |
| Ethiopian Airlines      | 1. Addis Abeba |
| Etihad Airways          | 1. Abu Zabi |
| Fastjet Zimbabwe        | 1. Bulawayo 2. Harare 3. Victoria Falls |
| FlySafair               | 1. Bloemfontein 2. Kapsztad 3. Durban 4. East London 5. George 6. Harare 7. Livingstone 8. Maputo 9. Mauritius 10. Port Elizabeth 11. Victoria Falls 12. Zanzibar |
| Global Aviation         | Czartery: 1. Zanzibar |
| Kenya Airways           | 1. Nairobi |
| KLM                     | 1. Amsterdam |
| LAM Mozambique Airlines | 1. Beira 2. Maputo 3. Nampula 4. Pemba 5. Tete 6. Vilankulo |
| LATAM Brasil            | 1. São Paulo-Guarulhos |
| LIFT                    | 1. Kapsztad 2. Durban |
| Lufthansa               | 1. Frankfurt Sezonowo: 1. Monachium |
| Malawi Airlines         | 1. Blantyre 2. Lilongwe |
| Proflight Zambia        | 1. Ndola |
| Qantas                  | 1. Sydney |
| Qatar Airways           | 1. Doha |
| Royal Zambian Airlines  | 1. Lusaka |
| RwandAir                | 1. Kigali 2. Lusaka |
| Singapore Airlines      | 1. Singapur |
| South African Airways   | 1. Abidżan 2. Akra 3. Kapsztad 4. Dar es Salaam 5. Durban 6. Harare 7. Kinszasa 8. Lagos 9. Lubumbashi 10. Lusaka 11. Mauritius 12. Perth 13. Port Elizabeth 14. São Paulo-Guarulhos 15. Victoria Falls 16. Windhuk |
| SWISS                   | 1. Zurych |
| TAP Portugal            | 1. Lizbona |
| TAAG Angola Airlines    | 1. Luanda |
| Turkish Airlines        | 1. Stambuł |
| Uganda Airlines         | 1. Entebbe |
| United Airlines         | 1. Newark |
| Virgin Atlantic         | 1. Londyn-Heathrow |
| Zambia Airways          | 1. Livingstone 2. Lusaka |